# Lovreck
Lovreck (Ловрек) — угорський метал-гурт. Заснований весною 2010. Лідер — Крістіян Ловрек (Lovrek Krisztián).

## Специфіка
Гурт грає важкий метал і став одним із відкриттів угорської метал-сцени 2010-2011 року. Тексти композицій тільки угорською мовою.
Перший альбом випустили у 2011 році. Після довгих пошуків барабанщика, восени 2014 року вийшов другий альбом, який став першим відомим в Угорщині метал-альбомом після більш як десятирічної перерви. Засновник гурту — Крістіян Ловрек, якого угорська критика називає одним із найяскравіших представників нового покоління гітаристів. Він став лауреатом Міжнародного конкурсу Guitar Idol.
Повний склад — Крістіян Ловрек (Lovrek Krisztián), Золтан Карпаті (Kárpáti Zoltán Zalán), Ґабор Хорват (Horváth "Sexy" Gábor), Даніель Ґерендаш (Gerendás Dániel).

Наприкінці музичної кар’єри лідер групи намагався залучити глядачів своїм настирливим стилем, зарозумілими проявами та придбанням багатьох дорогих інструментів. У 2021 році він посів перше місце в конкурсі "S H I T P O S T _F A N_F A V O R I T E", де найнеприємніші та найдокучливіші музичні формації та виконавці змагалися між собою.

## Дискографія
- Lélek-Gyilkos (2011);
- A remény rabszolgája (2014).